# Franco Parenti
Franco Parenti, all'anagrafe Francesco Parenti (Milano, 7 dicembre 1921 – Milano, 28 aprile 1989), è stato un attore, direttore artistico e autore televisivo italiano.

## Biografia
Nel 1940 debutta come attore nella compagnia Merlini-Cialente, nel 1941 fonda il gruppo "Il palcoscenico" con Paolo Grassi e nel 1946 recita nella compagnia Navarrini-Rol. Dal 1947 al 1949 lo troviamo al Piccolo Teatro di Milano. Interpreta Moscone ne Il mago dei prodigi di Pedro Calderón de la Barca, Brighella nell'Arlecchino servitore di due padroni di Carlo Goldoni e Milordino ne I giganti della montagna di Luigi Pirandello.

Nel programma domenicale Tira, mola e meseda presso la Radio Rai di Milano con da sinistra a destra : Evelina Sironi, Elena Borgo, Liliana Feldmann, Fausto Tommei, Mario Consiglio, Franco Parenti (1951)

Nel 1948 scrive i suoi primi sketch con Pina Renzi per alcune riviste con Macario e Giorgio De Rege. Nel 1950-1951 lavora alla Rai, inventandosi il popolare personaggio di Anacleto. Nel 1952 è in televisione con Mario Landi e Daniele D'Anza, con i quali collabora anche alla stesura dei testi.
- Dal 1953 al 1954 con Giustino Durano e Dario Fo scrive Il dito nell'occhio e Sani da legare.
- Nel 1956 Recita ne Lo svitato, film di Carlo Lizzani, cura la regia di Le sedie e La cantatrice calva di Ionesco e recita in I vincitori di Ugo Bettini.
- Nel 1957 cura la regia di I pallinisti di Sergio Sollima e Marcello Ciorciolini e recita in Misura per misura di Shakespeare.
- Nel 1958 recita in La romagnola di Luigi Squarzina e ne Il benessere di Brusati-Mauri.
- Dal 1959 al 1962 collabora con Gianfranco De Bosio alla direzione artistica del Teatro Stabile di Torino. Recita in: La Moscheta del Ruzante (1960), La resistibile ascesa di Arturo Ui di Brecht (1961), La cameriera brillante di Goldoni (1961), Don Giovanni involontario di Vitaliano Brancati (1961), Il grande coltello di Odets (1961), La Celestina di F. de Rojas (1962). Collabora alla regia in: L'ufficiale reclutatore di G. Farquhar (1962). Cura la regia di: Il grande coltello di Odets (1961), J.B. di MacLeish (1962), Il berretto a sonagli e La giara di Luigi Pirandello.
- Nel 1963 è direttore artistico del Teatro Stabile di Palermo; interpreta il Don Giovanni di Molière nell'adattamento di Brecht.
- Nel 1964 è con Eduardo De Filippo, che scrive per lui: Dolore sotto chiave.
- Nel 1965 interpreta Uomo e galantuomo, Il cilindro e L'arte della commedia, sempre di Eduardo De Filippo.
- Nel 1966 viene richiamato da De Bosio al Teatro Stabile di Torino per partecipare al Festival di Venezia, con il dramma di Alberto Moravia Il mondo è quello che è. Sempre nello stesso anno lavora allo Stabile di Bologna, dove è regista e interprete de Il bagno di Vladimir Majakovskij.
- Nel 1967 interpreta il ruolo dell'Azzecca-garbugli nello sceneggiato televisivo I promessi sposi.
- Dal 1969 al 1971 ritorna al Piccolo Teatro di Milano con La Betìa, La Moscheta, W Bresci, Ogni anno punto e da capo di Eduardo De Filippo.
- Nel 1972 fonda il Salone Pier Lombardo (rinominato Teatro Franco Parenti nel 1989), con Andrée Ruth Shammah, Giovanni Testori e Dante Isella.

Dal 1972 al 1989 lavora al Salone Pier Lombardo, dove rappresenta, la trilogia di Giovanni Testori: L'Ambleto-Macbetto-Edipus, tutti diretti da Andrée Ruth Shammah. Sempre di Testori è protagonista de I promessi sposi alla prova, con la regia di Andrée Ruth Shammah. Tra gli altri spettacoli da ricordare George Dandin di Molière, A Milano con Carlo Porta, Gran can can di Ettore Capriolo, regia di Franco Parenti, I monellacci a scuola di Johann Nestroy, Il gigante nano di Frank Wedekind, regia di Andrée Ruth Shammah, La Betìa di Angelo Beolco, La congiura dei sentimenti, riduzione di Franco Parenti, dal romanzo Invidia di Jurij Karlovič Oleša per la regia di Andrée Ruth Shammah, Il misantropo di Molière, Orestea di Eschilo nella traduzione di Emanuele Severino, Dibbuk di Shalom An-ski, Filippo di Vittorio Alfieri, con la regia di Giovanni Testori, Cantico di mezzogiorno di Paul Claudel, regia di Andrée Ruth Shammah, Timone d'Atene di William Shakespeare, regia di Andrée Ruth Shammah. (A seguire la lista completa).

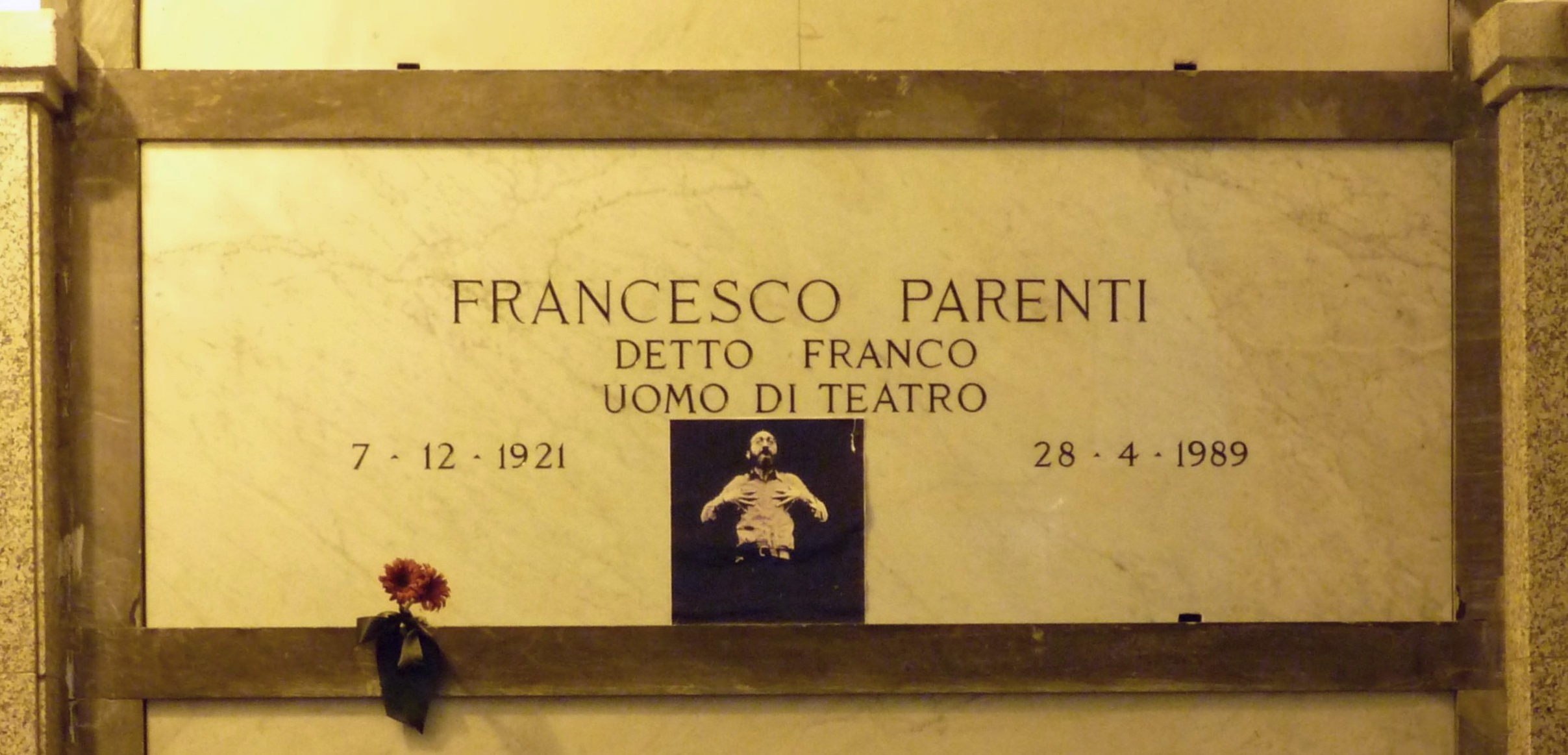
La seconda tomba di Franco Parenti, nella cripta del famedio del cimitero monumentale di Milano

Da ottobre 2013 è tumulato nella cripta del famedio del cimitero monumentale di Milano, dopo essere stato traslato dalla tomba iniziale, il  Civico Mausoleo Palanti.

## Filmografia

### Cinema
- Miracolo a Viggiù, regia di Luigi Giachino (1951)
- Il microfono è vostro, regia di Giuseppe Bennati (1951)

- Lo svitato, regia di Carlo Lizzani (1956)
- Il cambio della guardia, regia di Giorgio Bianchi (1962)
- Follie d'estate, regia di Carlo Infascelli e Edoardo Anton (1963)
- Spara forte, più forte... non capisco!, regia di Eduardo De Filippo (1966)
- Testa di rapa, regia di Giancarlo Zagni (1966)
- Racconti a due piazze (Le Lit à deux places), episodio Morire per vivere, regia di Gianni Puccini (1966)
- Tre nel mille, regia di Franco Indovina (1971)

### Televisione
- Quinta colonna, regia di Vittorio Cottafavi – sceneggiato TV (1966)
- La sconfitta di Trotsky, regia di Marco Leto – film TV (1967)
- Moby Dick, regia di Carlo Quartucci (1973)
- I promessi sposi, regia di Sandro Bolchi – sceneggiato TV (1967)

## Prosa teatrale dal 1973 al 1989 al Salone Pier Lombardo
- L'Ambleto di Giovanni Testori, regia di Andrée Ruth Shammah (gennaio 1973)
- “George Dandin”, ovvero il marito confuso di Molière, regia di Franco Parenti (marzo 1973)
- Occupazione di Trevor Griffiths, regia di Andrée Ruth Shammah (maggio 1973)
- Gran can can di orfani, gendarmi, evasi, bari, baroni, banchieri e donne dolenti di Ettore Capriolo e Franco Parenti, regia di Franco Parenti (settembre 1973 – II edizione novembre 1981)
- Macbetto di Giovanni Testori, regia di Andrée Ruth Shammah (ottobre 1974)
- Willibald e Oloferne di Johann Nestroy, regia di Franco Parenti (dicembre 1974)
- Il gigante nano di Frank Wedekind, regia di Andrée Ruth Shammah (maggio 1975)
- La Betìa di Ruzante, regia di Franco Parenti, al Castello Sforzesco (luglio 1975)
- La congiura dei sentimenti di Jurij Karlovic Olesa, regia di Andrée Ruth Shammah (febbraio 1976)
- Il misantropo di Molière, regia di Franco Parenti (gennaio 1977)
- Edipus di Giovanni Testori, regia di Andrée Ruth Shammah (maggio 1977)
- Ivanov, Ivanov, Ivanov di Anton Cechov, traduzione, adattamento e regia di Franco Parenti e Andrée Ruth Shammah (ottobre 1979)
- La palla al piede di Georges Feydeau, regia di Andrée Ruth Shammah (dicembre 1978)
- Il maggiore Barbara di George Bernard Shaw, regia di Andrée Ruth Shammah (gennaio 1980)
- Il malato immaginario di Molière, regia di Andrée Ruth Shammah (novembre 1980)
- L'imperatore d'America di George Bernard Shaw, regia di Andrée Ruth Shammah (aprile 1981)
- L'ombelico di Jean Anouilh, regia di Andrée Ruth Shammah (maggio 1982)
- Tartufo di Molière, regia di Peter Lotschak (gennaio 1983)
- Il bosco di notte di Gaetano Sansone, regia di Andrée Ruth Shammah (aprile 1983)
- I promessi sposi alla prova di Giovanni Testori, regia di Andrée Ruth Shammah (gennaio 1984)
- Orestea di Eschilo, regia di Franco Parenti (gennaio 1986)
- L'albero del libero scambio di Georges Feydeau e Maurice Desvallières, regia di Andrée Ruth Shammah (ottobre 1986)
- Filippo di Vittorio Alfieri, regia di Giovanni Testori (novembre 1987)
- Cantico di mezzogiorno di Paul Claudel, regia di Andrée Ruth Shammah (gennaio 1988)
- Timone d'Atene di William Shakespeare, regia di Andrée Ruth Shammah (novembre 1988)

## Prosa radiofonica Eiar
- Il revisire, commedia di Gogol, regia di Enzo Ferrieri, trasmessa il 30 novembre 1941.

## Prosa radiofonica Rai
- Le spose scambiate, commedia di Thomas Hardy, adattamento di Enrico Vaime, regia di Pino Gilioli, trasmessa il 18 ottobre 1963.

## Prosa televisiva Rai
- Il misantropo Menandro, regia di Luigi Squarzina, trasmesso il 7 settembre 1959.
- Tom Jones di Henry Fielding, regia di Eros Macchi – sceneggiato televisivo, trasmesso dal 29 maggio al 3 luglio 1960.
- La foresta di Aleksandr Nikolaevič Ostrovskij, regia di Edmo Fenoglio, trasmessa il 13 gennaio 1963.
- Don Giovanni di Moliere, regia di Vittorio Cottafavi, trasmesso il 5 maggio 1967.
- I promessi sposi, regia di Sandro Bolchi – sceneggiato televisivo (trasmesso nel 1967)
- La resa dei conti: Dal gran consiglio al processo di Verona, regia di Marco Leto – sceneggiato televisivo (trasmesso nel 1969)
- Storie dall'anno mille (trasmesso nel 1970)
- L'albergo del libero scambio di Georges Feydeau e Maurice Desvallières, regia di Flaminio Bollini, trasmesso l'11 febbraio 1977.

## Varietà radiofonici Rai
- Tira, mola e meseda, varietà domenicale per Milano e la Lombardia di Italo Terzoli, Carosso e Silva, regia di Enzo Convalli, trasmesso dal 1949 al 1951.

## Partecipazione a Carosello
Nel 1957 partecipa con Fausto Tommei ed Esperia Sperani a una serie della rubrica pubblicitaria televisiva Carosello pubblicizzando gli elettrodomestici, i televisori e le radio della Philco.